# Championnat du Burundi de football 2023-2024
Navigation
Saison précédente Saison suivante
La saison 2023-2024 du Championnat du Burundi de football est la soixante-et-unième édition de la Ligue A, le championnat de première division au Burundi. Les seize meilleures équipes du pays sont regroupées au sein d’une poule unique où ils s’affrontent deux fois au cours de la saison, à domicile et à l’extérieur. En fin de saison, les trois derniers du classement sont relégués et remplacés par les trois meilleurs clubs de deuxième division.
Le club Bumamuru FC est le tenant du titre.

## Déroulement de la saison
Vital’O FC termine à la première place en fin de saison et remporte son 21e titre de champion du Burundi, c'est le club le plus titré du pays.
Le champion du Burundi se qualifie pour la Ligue des champions de la CAF 2024-2025 tandis que le vainqueur de la coupe nationale obtient son billet pour la Coupe de la confédération 2024-2025.

## Les clubs participants
- Vital’O FC
- Rukinzo FC
- Le Messager FC Ngozi
- Aigle Noir FC de Makamba
- Kayanza United
- Flambeau du Centre
- Olympique Star
- Bumamuru FC
- Musongati FC
- BS Dynamik
- Inter Star
- Magara Young Boys
- Tigre Noir FC
- LLB Amasipiri FC - Promu de D2
- Moso Sugar Company - Promu de D2
- Telaviv FC - Promu de D2

## Compétition
Le barème utilisé pour établir le classement est le suivant :
- Victoire : 3 points
- Match nul : 1 point
- Défaite : 0 point

### Classement
| Rang | Équipe                   | Pts | J  | G  | N  | P  | Bp | Bc | Diff |
| ---- | ------------------------ | --- | -- | -- | -- | -- | -- | -- | ---- |
| 1    | Vital’O FC               | 72  | 30 | 22 | 6  | 2  | 52 | 11 | +41  |
| 2    | Flambeau du Centre       | 69  | 30 | 21 | 6  | 3  | 51 | 18 | +33  |
| 3    | Musongati FC             | 60  | 30 | 18 | 6  | 6  | 41 | 16 | +25  |
| 4    | Rukinzo FC C             | 57  | 30 | 18 | 3  | 9  | 50 | 32 | +18  |
| 5    | Aigle Noir FC de Makamba | 53  | 30 | 16 | 5  | 9  | 39 | 26 | +13  |
| 6    | Le Messager FC Ngozi     | 52  | 30 | 15 | 7  | 8  | 40 | 28 | +12  |
| 7    | Olympique Star           | 45  | 30 | 11 | 12 | 7  | 36 | 25 | +11  |
| 8    | Bumamuru FC T            | 44  | 30 | 12 | 8  | 10 | 45 | 34 | +11  |
| 9    | BS Dynamik               | 36  | 30 | 9  | 9  | 12 | 46 | 50 | -4   |
| 10   | LLB Amasipiri FC P       | 33  | 30 | 8  | 9  | 13 | 29 | 35 | -6   |
| 11   | Moso Sugar Company P     | 31  | 30 | 7  | 10 | 13 | 29 | 37 | -8   |
| 12   | Kayanza United           | 28  | 30 | 7  | 7  | 16 | 29 | 44 | -15  |
| 13   | Inter Star               | 27  | 30 | 7  | 6  | 17 | 26 | 47 | -21  |
| 14   | Telaviv FC P             | 26  | 30 | 7  | 5  | 18 | 32 | 67 | -35  |
| 15   | Tigre Noir FC            | 25  | 30 | 6  | 7  | 17 | 18 | 36 | -18  |
| 16   | Magara Young Boys        | 8   | 30 | 2  | 2  | 26 | 26 | 83 | -57  |

|  | Qualification pour la Ligue des champions de la CAF 2024-2025            |
|  | Qualification pour la Coupe de la confédération 2024-2025                |
|  | Relégation directe en deuxième division                                  |
|  | T : Tenant du titre C : Vainqueur de la Coupe du Burundi P : Promu de D2 |

## Bilan de la saison
| Championnat du Burundi de football 2023-2024 |                        |
| Champion                                     | Vital’O FC (21e titre) |
| Coupes et trophées                           |                        |
| Vainqueur de la Coupe du Burundi 2023-2024   | Rukinzo FC             |
| Qualifications continentales                 |                        |
| Ligue des champions de la CAF 2024-2025      | Vital’O FC             |
| Coupe de la confédération 2024-2025          | Rukinzo FC             |
| Promotions et relégations                    |                        |
| Promus en Ligue A                            | Ngozi City             |
| Promus en Ligue A                            | Deira Academy FC       |
| Promus en Ligue A                            | Royal Vision 2026      |
| Relégués en Ligue B                          | Telaviv FC             |
| Relégués en Ligue B                          | Tigre Noir FC          |
| Relégués en Ligue B                          | Magara Young Boys      |